# Hyperbaenus sjostedti
Hyperbaenus sjostedti är en insektsart som beskrevs av Griffini 1911. Hyperbaenus sjostedti ingår i släktet Hyperbaenus och familjen Gryllacrididae. Inga underarter finns listade i Catalogue of Life.